# Åhus landsfiskalsdistrikt
Åhus landsfiskalsdistrikt var 1918–1964 ett landsfiskalsdistrikt i Kristianstads län, bildat som Fjälkinge landsfiskalsdistrikt när Sveriges indelning i landsfiskalsdistrikt trädde i kraft den 1 januari 1918, enligt beslut den 7 september 1917. När Sveriges nya indelning i landsfiskalsdistrikt trädde i kraft den 1 januari 1952 (enligt kungörelsen 1 juni 1951) ändrades distriktets namn till Åhus landsfiskalsdistrikt. Den 1 januari 1965 avskaffades i Sverige samtliga landsfiskaler och landsfiskalsdistrikt, och deras arbetsuppgifter delades upp på de nyskapade indelningarna polisdistrikt, åklagardistrikt och kronofogdedistrikt.
Landsfiskalsdistriktet låg under länsstyrelsen i Kristianstads län.

## Ingående områden
När Sveriges nya indelning i landsfiskalsdistrikt trädde i kraft den 1 oktober 1941 (enligt kungörelsen den 28 juni 1941) tillfördes kommunerna Fjälkestad och Österslöv från det upplösta Oppmanna landsfiskalsdistrikt. Den 1 januari 1952 ändrades distriktets ingående områden genom kommunreformen 1952. Från och med 1 januari 1952 upphörde även köpingsåklagaren (även benämnt distriktsåklagaren) i Åhus köping.

### Från 1918
Villands härad:
- Fjälkinge landskommun
- Gustav Adolfs landskommun
- Nosaby landskommun
- Nymö landskommun
- Rinkaby landskommun
- Åhus köping
- Åhus landskommun

### Från 1 oktober 1941
Villands härad:
- Fjälkestads landskommun
- Fjälkinge landskommun
- Gustav Adolfs landskommun
- Nosaby landskommun
- Nymö landskommun
- Rinkaby landskommun
- Åhus köping (förutom i åklagarhänseende, som köpingen skötte själv med en distriktsåklagare)[4]
- Åhus landskommun
- Österslövs landskommun

### Från 1 januari 1952
- Fjälkinge landskommun
- Nosaby landskommun
- Åhus köping